# Metapelma ledouxi
Metapelma ledouxi är en stekelart som beskrevs av Jean Risbec 1953. Metapelma ledouxi ingår i släktet Metapelma och familjen hoppglanssteklar.
Artens utbredningsområde är Elfenbenskusten. Inga underarter finns listade i Catalogue of Life.